# Arroux
Pour les articles homonymes, voir Arrou (Eure-et-Loir), Arrou (Loir-et-Cher) et Arrout.
L’Arroux est une rivière des départements de la Côte-d’Or et de Saône-et-Loire, en région Bourgogne-Franche-Comté. C’est un affluent de la rive droite de la Loire.

## Géographie

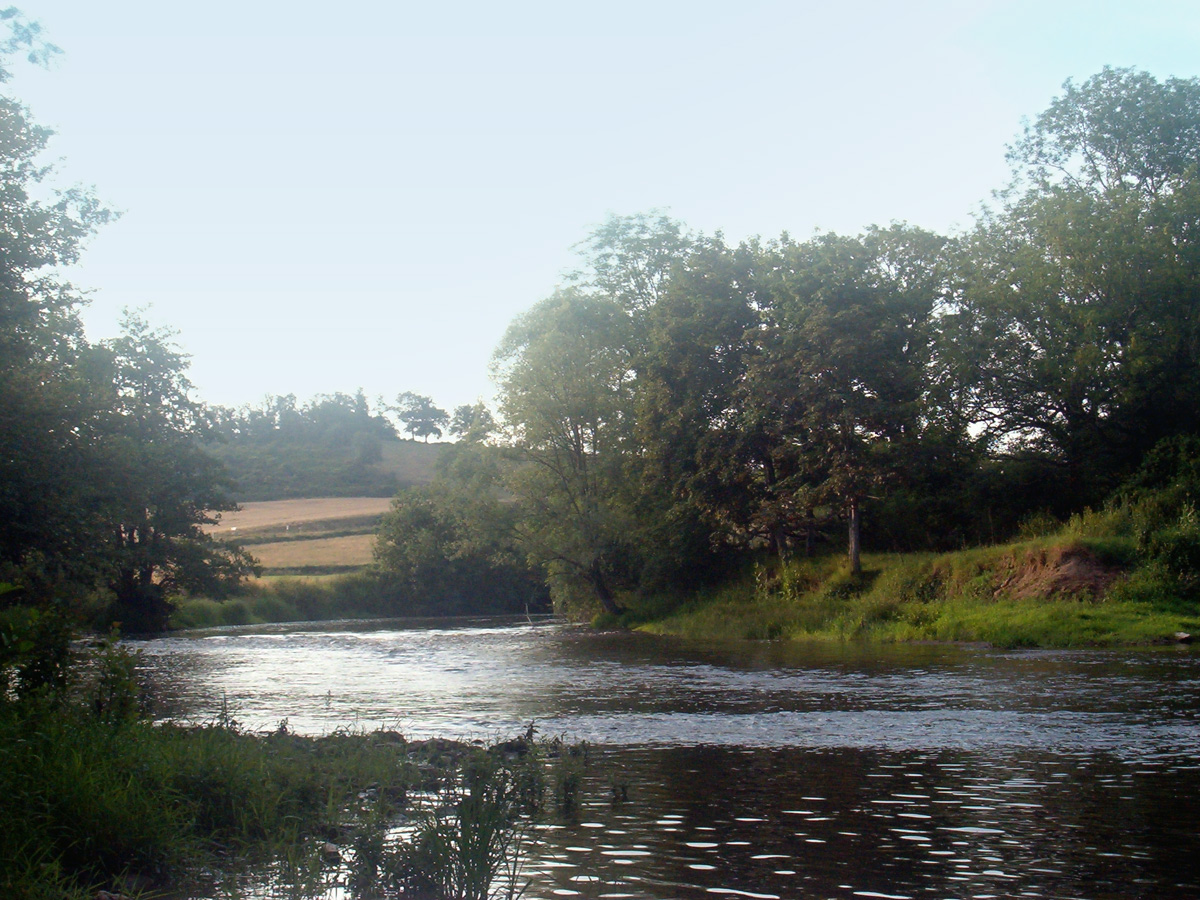
L’Arroux traversant le bocage de l’Autunois.

Née dans l’étang de Muisson, près d’Arnay-le-Duc en Côte-d’Or, l’Arroux est flottable jusqu’à Autun et navigable en eaux moyennes à partir de Gueugnon. D’une longueur de 128,12 km, elle arrose les communes d’Igornay, Dracy-Saint-Loup, Autun (Saint-Symphorien et Saint-Jean-le-Grand), Laizy, Étang-sur-Arroux, Saint-Nizier-sur-Arroux, Charbonnat, La Boulaye, Toulon-sur-Arroux, Gueugnon, Rigny-sur-Arroux ; de là elle se jette, au bas de La Motte-Saint-Jean, à proximité de la commune de Digoin en Saône-et-Loire. À Gueugnon, où le rehaussement des quais a limité les inondations depuis les années 2000, l’Arroux alimente l’usine Aperam, spécialisée dans l’acier inoxydable, pour rafraîchir ses fours. Le nom de la ville de Gueugnon serait en rapport avec la rivière, car ses habitants « gueugnaient » de chaque côté de la rivière pour se parler.
L’Arroux, dont 25 kilomètres de son cours se trouvent en Côte-d’Or (le reste en Saône-et-Loire), traverse trente-deux communes. Sa profondeur va de 18 centimètres à 4 mètres.

### Bassin versant
Situé au cœur de la Bourgogne-Franche-Comté, le bassin de l’Arroux est situé à la limite de partage des eaux entre trois grands fleuves français : la Loire (dont il fait partie), le Rhône (à l’est), et la Seine (au nord). On y trouve le canal du Centre qui constitue une connexion hydrologique entre les bassins de la Loire et du Rhône. Le bassin recouvre environ 160 communes dont la majorité se situent en Saône-et-Loire. L’altitude moyenne du bassin est de 394 m, les points culminants se situent dans le massif du Morvan qui constitue la séparation naturelle entre la Loire et la Seine.

#### Paysages
Ayant une géologie peu propice aux cultures (socle granitique avec développement de sols acides) et un relief relativement vallonnée, des paysages de bocage se sont mis en place sur le bassin de l’Arroux. L’élevage du bœuf charolais y est dominant.

### Organisme gestionnaire
À l’heure actuelle[Quand ?], l’Arroux est géré par le Syndicat intercommunal d’étude et d’aménagement de l’Arroux (SINETA), qui regroupe l’ensemble des communes riveraines (sauf Arnay-le-Duc). Les principales actions du SINETA concernent la lutte contre le risque d’inondation et l’amélioration de la qualité des eaux.
Le principal affluent de l’Arroux, la Bourbince, est géré par le Syndicat intercommunal d’étude et d’aménagement de la Bourbince (SIEAB).

## Affluents
L’Arroux a soixante-et-onze tronçons affluents référencés.
Ses principaux affluents sont :
- la Solonge (rd[note 1]), 11,4 km sur sept communes de rang de Strahler trois ;
- la Rivière de Lacanche (rive gauche), 28,2 km ;
- les Pontins (rive gauche), 18,5 km sur cinq communes avec neuf affluents et de rang Strahler trois ;
- la Braconne, 17,9 km sur cinq communes, prend sa source sur le Beuvray et conflue à Étang-sur-Arroux ;
- la Drée (rive gauche), 39,4 km sur douze communes, qui passe à Épinac, Sully, Saint-Léger-du-Bois et qu’il reçoit au nord d’Autun ;
- le Ternin (rive droite), 48 km sur onze communes ;
- la Celle ou rivière de Cussy (rive droite), 27,7 km ;
- le Méchet (rive droite), 23,9 km sur cinq communes ;
- le Mesvrin (rive gauche), 36,4 km sur dix communes, qui passe à Marmagne et Mesvres, à l’aval duquel il se jette dans l’Arroux ;
- la Bourbince (rive gauche), 83,6 km qui sort de l’étang de Long-Pendu, suit continuellement le canal du Centre et arrose Blanzy, Saint-Cyr, Génelard, Palinges, Volesvres et Paray-le-Monial, d’où elle se jette dans l’Arroux.

## Hydrologie

### L’Arroux à Digoin
Le débit de l’Arroux a été observé depuis le 1er janvier 1958 , à 255 m d'altitude, à Digoin, localité du département de Saône-et-Loire, située au niveau de son confluent avec la Loire. À cet endroit, le bassin versant de la rivière est de 3 166 km2 (le bassin se situe pour près de 80 % en Saône-et-Loire).
Le module de la rivière à Digoin est de 34,5 m3/s, dont plus de 7,5 m3/s pour la Bourbince qui grossit l’Arroux de ses eaux à peu de distance en amont.
L’Arroux présente les fluctuations saisonnières de débit assez importantes et typiques des rivières du bassin ligérien issues du Massif central (le Morvan en fait partie), avec des hautes eaux d’hiver portant le débit mensuel moyen entre 49,50 et 71,90 m3/s, de décembre à mars inclus (maximum en février), et des basses eaux d’été de mi-juin à début octobre, avec une baisse du débit moyen mensuel jusqu’au niveau de 7,25 m3/s au mois d’août.

### Étiage ou basses eaux

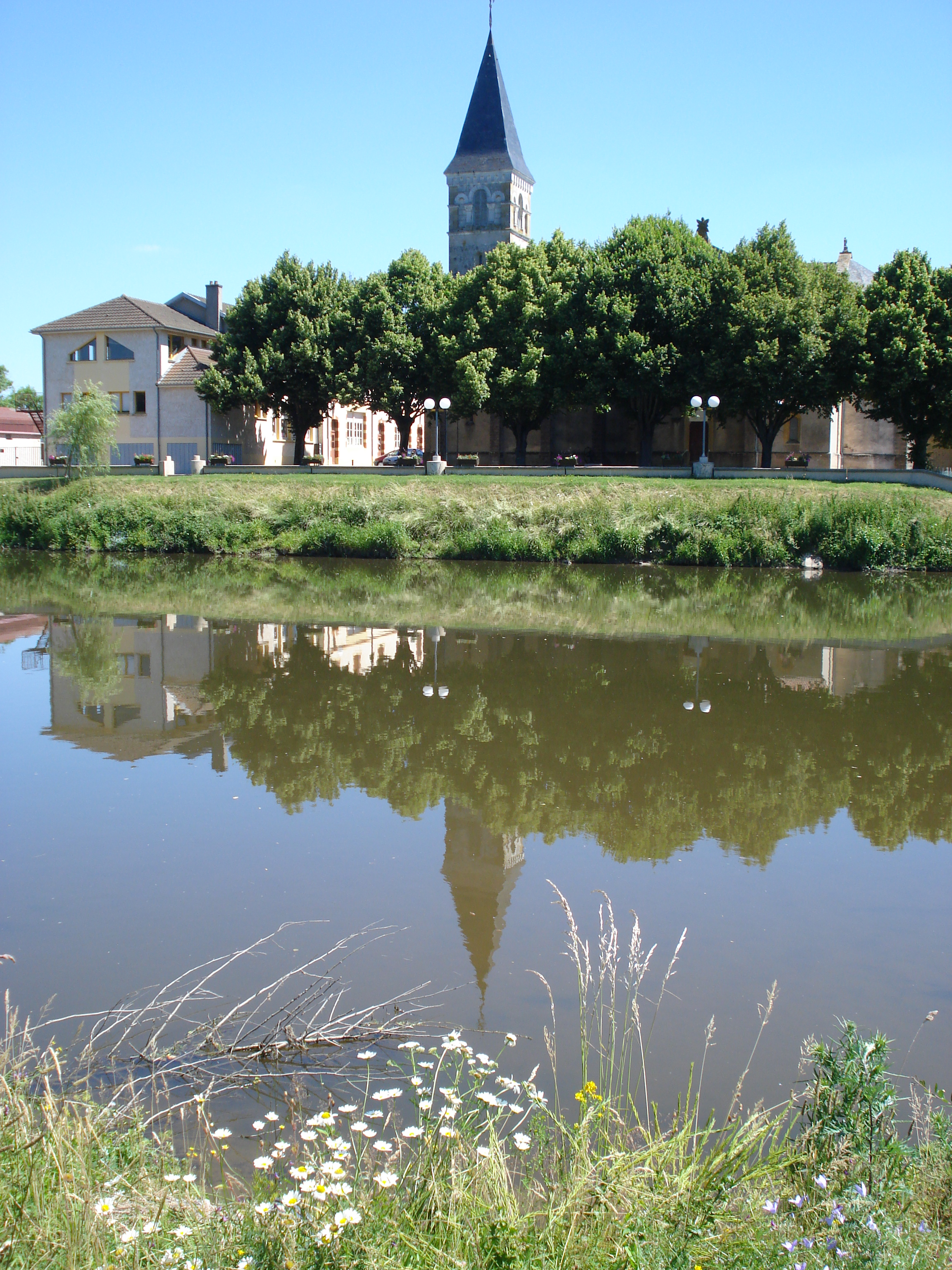
L’Arroux à Vendenesse-sur-Arroux.

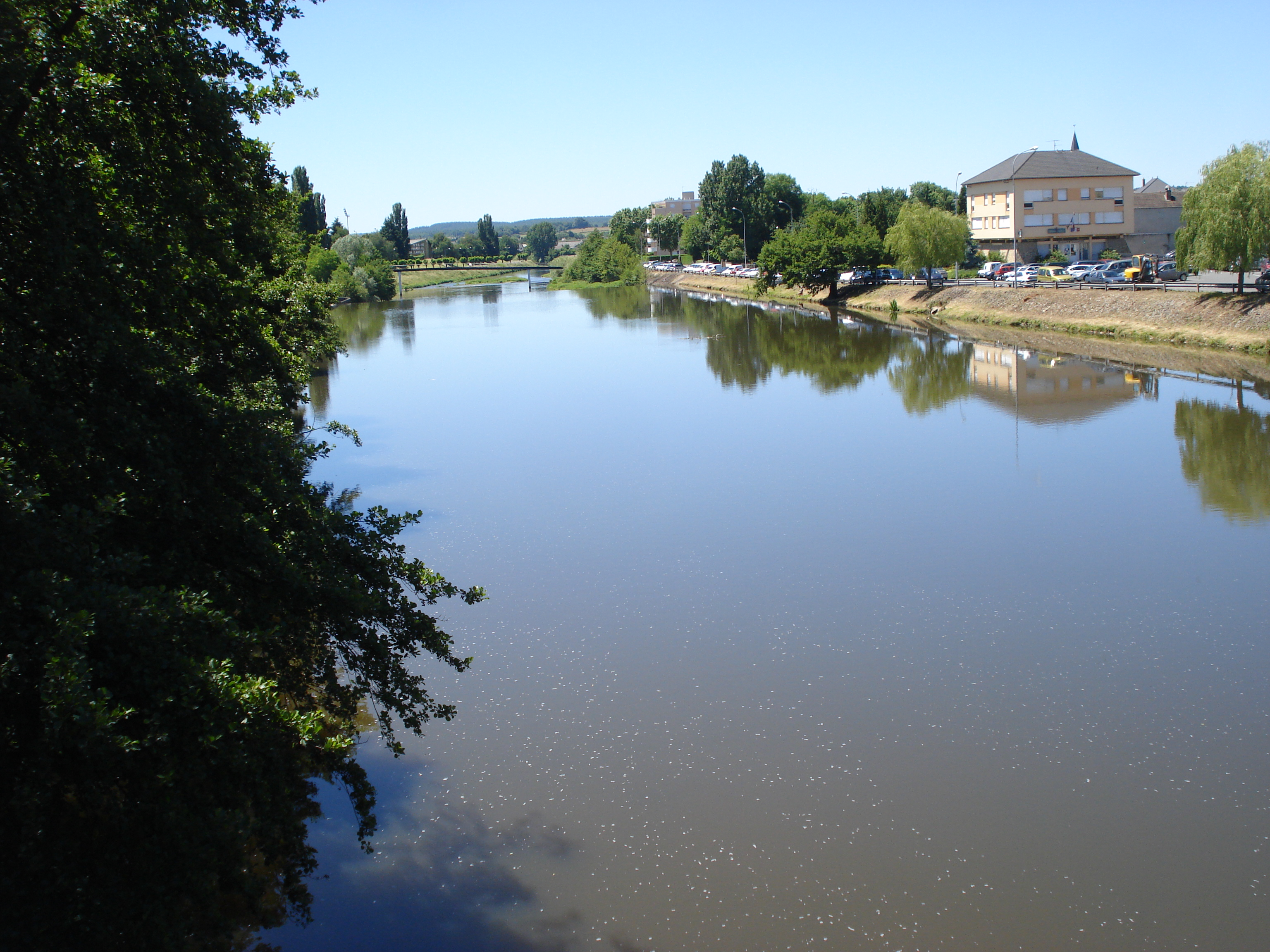
L’Arroux à Gueugnon.

Le VCN3 peut chuter jusque 1,7 m3/s, en cas de période quinquennale sèche ce qui est très bas et doit dès lors être considéré comme étiage sévère.

### Crues
D’autre part, les crues sont souvent fort importantes et peuvent devenir dévastatrices. Les QIX 2 et QIX 5 valent respectivement 260 et 370 m3/s. Le QIX 10 est de 450 m3/s, tandis que le QIX 20 ou débit instantané calculé pour une crue vicennale se monte à 520 m3/s. Quant au QIX 50, il est de 610 m3/s, soit près des deux tiers de celui de l’Yonne (960 m3/s) par exemple.
À titre de comparaison, le QIX 10 de la Marne à Gournay-sur-Marne dans l’agglomération parisienne vaut 510 m3/s, tandis que son QIX 50 est de 650 m3/s. On remarque ainsi que le QIX 10 comme le QIX 50 de la « rivière secondaire » que serait l’Arroux se rapprochent de ceux de la Marne à Paris.
Le débit instantané maximal enregistré a été de 530 m3/s le 1er octobre 1965, tandis que la valeur journalière maximale enregistrée était de 429 m3/s le 2 octobre de la même année. La hauteur maximale instantanée s’établit à 388 cm le 3 décembre 2003.
Le débit instantané maximal enregistré a atteint 565 m3/s à Étang-sur-Arroux le 1er avril 2024.

### Lame d’eau et débit spécifique
La lame d’eau écoulée annuellement dans le bassin de l’Arroux est de 342 mm/an, ce qui est assez élevé et un peu supérieur à la moyenne observée en France (320 mm/an), mais également supérieur à celle de l’ensemble du bassin versant de la Loire (244 mm/an à Montjean-sur-Loire, 249 mm/an à Nantes). Le débit spécifique (ou Qsp) est de 10,8 litres par seconde et par kilomètre carré de bassin.

### Navigation
En 1829, l’Arroux était encore classé comme navigable depuis Gueugnon et flottable depuis Autun. La forte pente favorisait effectivement le flottage des bois des forêts de cette partie méridionale du Morvan. Il est attesté par des contrats entre propriétaires et convoyeurs depuis le XVIIe siècle à partir de Toulon-sur-Arroux. Il pouvait être effectué à bûches perdues. Des « meneurs d’eau » étaient chargés de repousser dans le courant celles qui échouaient sur les rives. Marché était aussi passé pour « escizeler » (mettre en radeau) des convois dirigés par un compagnon. Les livraisons par voie fluviale pouvaient avoir Paris comme destination. Cette navigation était surtout pratiquée à partir de Gueugnon pour le transport de pierre, de seigle, de vin, de merrains, de galoches, de charbon. Il existait même des chantiers de construction de bateaux adaptés aux conditions de la rivière à Toulon-sur-Arroux et à Gueugnon. Mais pour le développement des Forges de Gueugnon, il a été nécessaire de creuser cette sorte de canal latéral de 14 km appelé la Rigole d’Arroux qui a servi aussi à l’alimentation du canal du Centre. Il était accessible aux « berrichons » de 1,30 m de tirant d’eau.
En 1866, Philip Gilbert Hamerton, peintre et écrivain britannique installé dans l’Autunois,  descend l’Arroux depuis sa source jusqu’à sa confluence avec la Loire, à Digoin, dans un canoë de papier. Parti avec des plaques de gravure, il dessine les paysages des bords d’Arroux.  Il fait paraître en Grande-Bretagne,  en 1867 le récit de son aventure dans « The Fortnightly Review » sous le titre « A canoe voyage » et publie plus tard aux États-Unis une version illustrée sous le titre The unknown river.